# M40 (Gewehr)
Ausgehend von der damaligen Remington 700 entstanden für das Militär mit der Zeit modifizierte Versionen, die unter der Bezeichnung M40 bekannt und bei den U.S. Marines seit 1966 als Scharfschützengewehr im Einsatz sind. Die ersten Modelle wurden im Remington Custom-Shop gefertigt und erhielten einen Holzschaft. Aufgrund der Feuchtigkeit im Dschungel von Vietnam wurde dieser jedoch bald durch einen McMillan-Fiberglasschaft ersetzt. Durch den neuen Schaft und andere Modifikationen war das M40A1 geboren, es wurde in Handarbeit von Büchsenmachern des Marine Corps hergestellt. Alle Modelle wie das M40A1 und das M40A3 (seit 1996) basieren auf einem modifizierten Remington-700-System, unterscheiden sich jedoch unter anderem in Komponenten wie Gewehrlauf, Abzugbügel und Schaft. So bestehen M40A1 und M40A3 aus folgenden Komponenten:
M40A1:
- System: modifiziertes Remington-700-System SA (Short-Action)
- Kaliber: 7,62 × 51 mm NATO/(.308) (Standard)
- Gewehrlauf: Hersteller „HART“
- Schaft: McMillan HTG
- Optik: Unertl-Scope MST-100 mit zehnfacher Vergrößerung und MilDot-Absehen
- Effektive Reichweite: ca. 800 m

M40A3:
- System: modifiziertes Remington-700-System SA (Short-Action)
- Kaliber .308 (Standard)
- Gewehrlauf: Schneider Match Grade SS Barrel (24") mit sechs Zügen und Feldern
- Schaft: McMillan A-4
- Optik: Unertl-Scope MST-100 mit zehnfacher Vergrößerung und MilDot-Absehen
- Montage: Badger Ordnance Picatinny Rail
- Montageringe: Badger Ordnance
- Recoil Lug: D.D. Ross
- Bodenplatte und Trigger Guard: D.D. Ross
- Zweibein: Harris Bipod
- Effektive Reichweite: ca. 1000 m

M40A5:

Seit 2009 werden bestehende M40A3 zu M40A5 modifiziert. Sie erhalten ein modifiziertes Zielfernrohr Schmidt & Bender 3–12×50 Police Marksman II LP, eine zusätzliche Picatinny-Schiene zum Anbringen einer Nachtsichteinrichtung, ein Magazin und die Möglichkeit, am Lauf einen Schalldämpfer anzubringen.

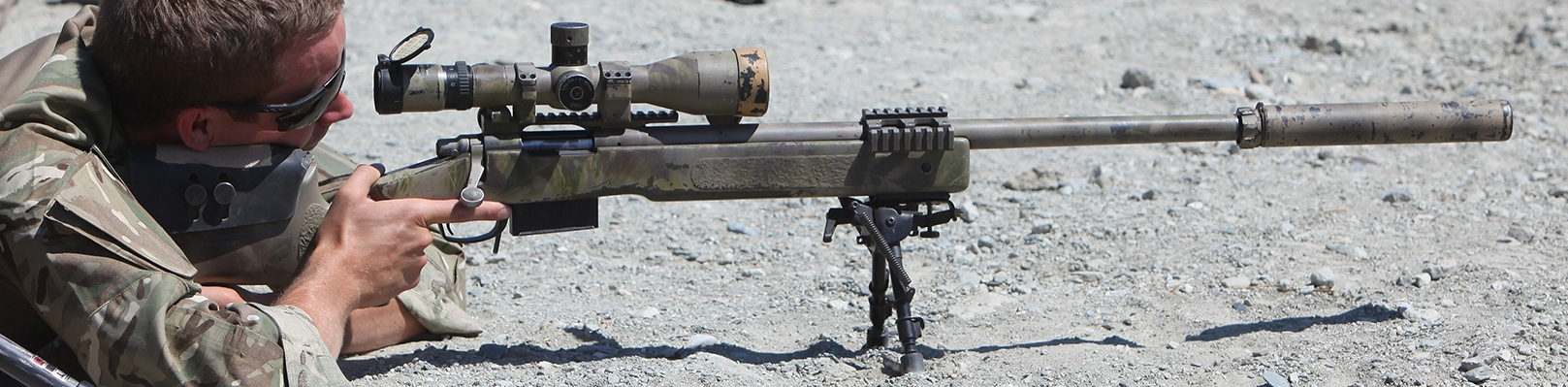
M40A5

M40A6/A7:

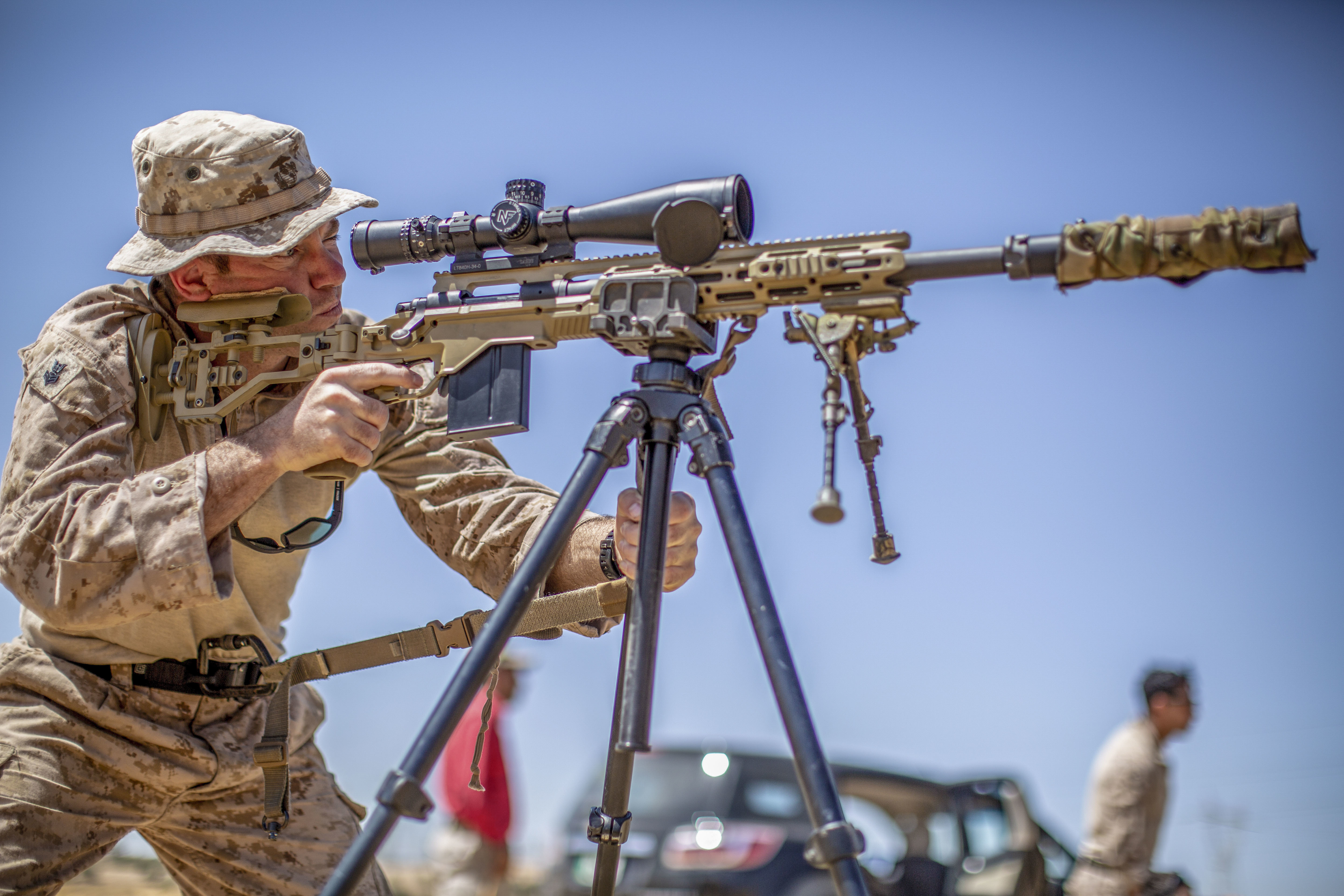
M40A6

Im Juni 2016 begann die Auslieferung des M40A6 an das Marine Corps. 